# David Platt
 David Andrew Platt (Oldham, Lancashire, Inglaterra; 10 de junio de 1966) es un entrenador y exfutbolista inglés. Desde 2010 se desempeña como auxiliar del Manchester City.
David Platt comenzó su carrera en las divisiones inferiores del Manchester United FC, luego en 1984 se trasladó al Crewe Alexandra donde jugó 134 partidos anotando 55 goles. En 1988 a los 22 años, fichó por el Aston Villa, donde continuó demostrando su buen fútbol. 
En 1989 se ganó la confianza de Bobby Robson, director técnico de la Selección de fútbol de Inglaterra, para disputar las eliminatorias de Italia 90. En la Copa Mundial de Fútbol de 1990, Platt aumentó su reputación internacional, viniendo desde el banco, al marcar 3 goles, primero ante Bélgica donde fue el héroe, al anotar en el minuto 118' de potente volea en la agónica victoria inglesa en octavos por 1-0, después anotó el primer gol de un potente cabezazo en la victoria de cuartos 3-2 sobre Camerún y finalmente anotó frente ante Italia en la definición del tercer puesto en la derrota 1-2. 
Sus grandes actuaciones en el mundial lo llevaron al Bari de la Serie A italiana en 1991. En 1992 se trasladó a la Juventus, donde pasó una temporada. En 1993, se trasladó a la Sampdoria, donde permaneció durante dos temporadas antes de regresar a Inglaterra con el Arsenal FC, por £ 20 millones. Platt jugó con el club londinense durante tres años antes de su retiro en 1998. Platt continuó marcando goles para Inglaterra, jugando la Eurocopa del 92 y 96. A pesar de sus esfuerzos, Inglaterra no pudo clasificarse para la Copa Mundial de Fútbol de 1994 Posteriormente, regresó a Inglaterra como jugador-entrenador del Nottingham Forest. Después de fichajes caros y los malos resultados, fue despedido. Platt también se desempeñó como gerente de la Sampdoria por una temporada. Actualmente es auxiliar en el Manchester City. 

## Carrera futbolística

### Primeros años
Platt estuvo en Manchester United como aprendiz antes dejar la escuela en 1983. Luego firmó por Crewe Alexandra de la Cuarta División en el 84. Rápidamente se estableció como un gran referente del Club y goleador. En 1988, fichó por el Aston Villa, y en su primera temporada en Villa Park ayudó al club a lograr el ascenso a la Primera División, una temporada después de haber sido relegado.

### Italia
Paso por el AS Bari, Juventus y Sampdoria. En Bari, fue el máximo goleador con 11 goles en su única temporada. Tras su traslado a Turín, Platt ganó la Copa de la UEFA con la Juventus en 1993 y la Copa de Italia con la Sampdoria en 1994.

### Arsenal
Arsenal FC lo firmó por £ 4.3 millones el 10 de julio de 1995, como uno de los primeros fichajes de Bruce Rioch. En su primera temporada, el Arsenal terminó quinto en la liga y se clasificó para la Copa de la UEFA, aunque pronto fue despedido Rioch tras una disputa con la junta y fue sucedido por el francés Arsene Wenger. Más tarde como parte del equipo que ganó la Premier League y la FA Cup en la temporada 1997-98. Platt es el más recordado, en esta temporada, al anotar un cabezazo al minuto 93 contra el Manchester United en noviembre de 1997, ayudando al Arsenal a ganar por 3-2 sobre sus rivales más cercanos.

### Participaciones en Copas del Mundo
| Mundial                        | Sede   | Resultado    | PJ | Goles |
| ------------------------------ | ------ | ------------ | -- | ----- |
| Copa Mundial de Fútbol de 1990 | Italia | Cuarto lugar | 7  | 3     |

## Entrenador
A los pocos meses de dejar el Arsenal FC, Platt regresó a la Sampdoria como entrenador, una temporada polémica que finalizó antes de tiempo. En julio de 1999, Platt fue nombrado entrenador del Nottingham Forest, que acababa de descender de la Premier League Donde hizo una reaparición como jugador en la temporada 1999-2000, jugando tres partidos, anotando un gol al Crystal Palace.
Platt fue nombrado entrenador de la selección sub-21 de Inglaterra el 17 de julio de 2001, los guio a la clasificación para la Eurocopa Sub-21de 2001. Él dejó la selección después de no poder calificar para el Eurocopa sub-21 de 2004 y fue sucedido por Peter Taylor. 
El 1 de julio de 2010, Platt fue contratado como entrenador del primer equipo en el Manchester City, una decisión que no fue bien recibida por muchos fanes.

## Clubes

### Jugador
| Club              | País       | Año         | PJ  | Goles |
| ----------------- | ---------- | ----------- | --- | ----- |
| Crewe Alexandra   | Inglaterra | 1984 - 1988 | 134 | 55    |
| Aston Villa       | Inglaterra | 1988 – 1991 | 121 | 50    |
| AS Bari           | Italia     | 1991 – 1992 | 29  | 11    |
| Juventus          | Italia     | 1992 – 1993 | 16  | 3     |
| Sampdoria         | Italia     | 1993 – 1995 | 55  | 17    |
| Arsenal FC        | Inglaterra | 1995 – 1998 | 107 | 15    |
| Nottingham Forest | Inglaterra | 1999 – 2001 | 5   | 1     |

### Entrenador
| Club                           | País       | Temporadas | G   | E  | P  |
| ------------------------------ | ---------- | ---------- | --- | -- | -- |
| Sampdoria                      | Italia     | 1998-1999  |     |    |    |
| Nottingham Forest              | Inglaterra | 1999-2001  | 103 | 37 | 41 |
| Selección de Inglaterra sub-21 | Inglaterra | 2001-2004  |     |    |    |

## Palmarés
| Torneo          | Club            | País       | Año     |
| --------------- | --------------- | ---------- | ------- |
| Copa Milk       | Crewe Alexandra | Inglaterra | 1987    |
| Copa de la UEFA | Juventus        | Italia     | 1992-93 |
| Copa de Italia  | Sampdoria       | Italia     | 1993-94 |
| Premier League  | Arsenal FC      | Inglaterra | 1997-98 |
| FA Cup          | Arsenal FC      | Inglaterra | 1997-98 |